# Albury-Wodonga

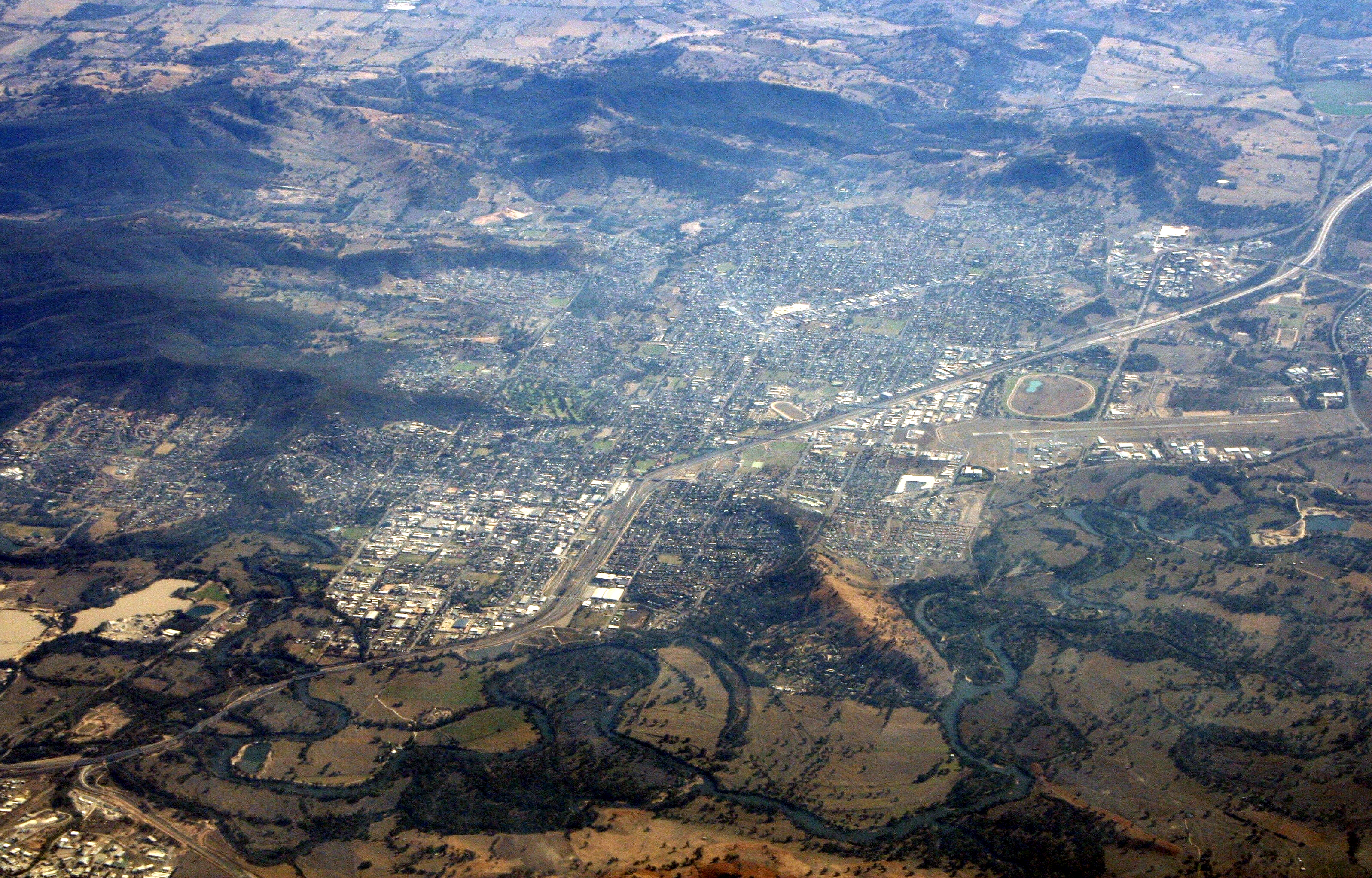
Albury

Albury-Wodonga är det gemensamma namnet på storstadsomårdet som består av de båda australiensiska städerna Albury och Wodonga. Dessa städer delas geografiskt av Murray River och politiskt av en delstatsgräns, med Albury på norra sidan av floden i New South Wales och Wodonga på södra sidan floden i Victoria.
Även om Albury-Wodongas centrum fungerar som en enhet finns två parallella kommunala styren och delstatskontor. Det faktum att Melbourne ligger betydligt närmare än Sydney och att TV-sändningarna från Victoria dominerar i regionen ger Albury starka kulturella och psykologiska band till Victoria, trots sitt läge i New South Wales.
Albury-Wodonga valdes av Gough Whitlams regering som primärt fokus för att motarbeta den okontrollerade tillväxten av Australiens stora kuststäder, i synnerhet Sydney och Melbourne. Bland annat försökte man locka industrier till att flytta verksamhet till Albury-Wodonga. Man hade storslagna planer på att göra Albury-Wodonga till en stor inlandsstad i Australien. Viss befolkningsökning kunde märkas, men det nuvarande invånarantalet på lite drygt 100.000 invånare är långt under de 300.000 som fanns som prognos under Whitlams regering på 1970-talet. Dock har Albury-Wodonga numer en högre andel sysselsättning inom industrin än inom jordbruk jämfört med andra städer i Australiens inland.
En regional flygplats finns i Albury. Albury-Wodonga ligger längs med järnvägslinjen mellan Sydney och Melbourne. Redan 1883 kunde man åka mellan Sydney och Melbourne via Albury-Wodonga. Ett problem på den tiden var de olika spårbredderna mellan New South Wales (143,5 cm) och Victoria (160 cm) och passagerare såväl som gods var tvungna att byta tåg i Albury. För detta krävdes en järnvägsstation lång nog att rymma två fullängdståg och den 455 meter långa järnvägsstationen i Albury är Australiens längsta.